# Monotype (sistema)

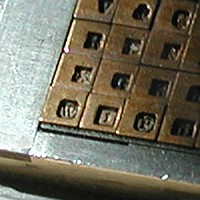
Matrius individuals de cada caràcter a la seva portamatrius.

La monotype és una màquina d'impressió desenvolupada per l'empresa Monotype. Consta d'un mecanisme amb un teclat, com si fos una màquina d'escriure, amb què es compon el text a partir d'una sèrie de matrius individuals de cada caràcter en què es fon en metall aquesta mateixa composició. Un cop imprès, el plom es torna a fondre i ja està llest per a una nova composició.
Tipogràficament la monotype és preferible a la linotípia, però necessita dues màquines separades amb els seus operadors respectius, i és més lenta. És una varietat d'impressió única; només surt una bona reproducció de cada làmina. L'artista dibuixa sobre qualsevol superfície llisa, utilitzant oli, aquarel·la o tinta. En general s'empra el vidre, però també és vàlida una làmina de coure polit o la porcellana. Es pot crear la imatge pintant-la senzillament sobre la superfície de la làmina o mitjançant un procés d'inversió, que consisteix en cobrir la planxa amb una fina capa de pigments i anar eliminant-los amb els dits o amb un pinzell fins a formar la imatge. A continuació s'aplica el paper sobre la làmina i la imatge queda transferida, bé fregant el dors del paper o utilitzant una premsa de gravat a l'aiguafort.

## Història

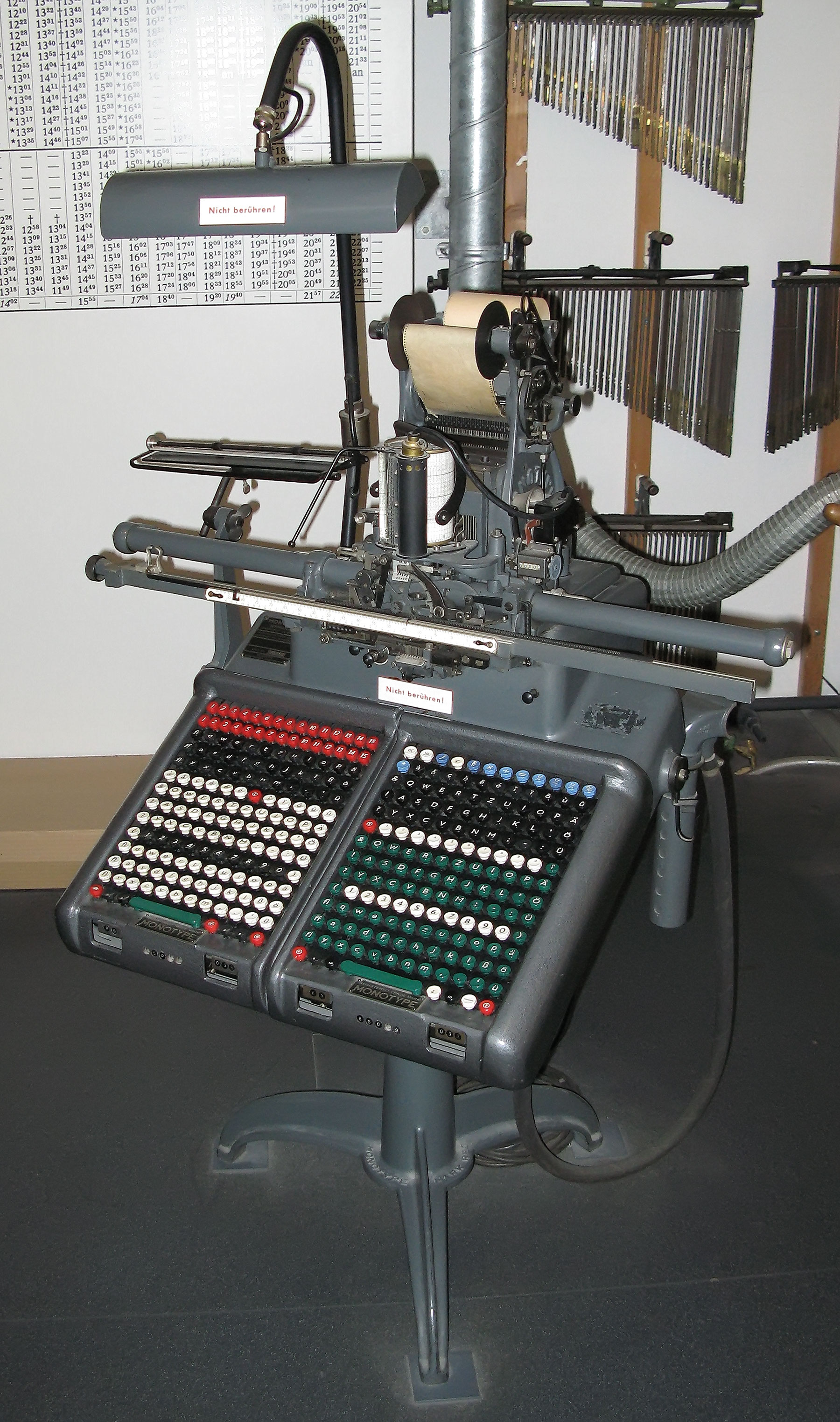
Màquina.

La màquina de composició Monotype, o monotip, va ser inventada i patentada el 1887 per Tolbert Lanston, d'Ohio, componia i fonia lletres soltes. Es va desenvolupar alhora de la linotípia (ja que afegeix diferents tipus de lletra i permet utilitzar lletres de grans dimensions) per a la seva utilització a la impremta. Ja funcionava regularment el 1894. Aquesta màquina fonia i componia tipus individuals i mòbils, pràcticament iguals als vells tipus fosos a mà. Consta de dues màquines individuals, cadascuna de les quals necessita un operador. El teclista, que té un teclat similar al de la màquina d'escriure, produeix una tira de paper perforada amb un codi de forats. Quan s'acosta a l'extrem de cada línia, l'operador decideix fins a quin punt es tallarà, si a la mateixa o partida o per paraula. Finalment, premeu la tecla que divideix l'espai sobrant de la línia del nombre d'espais que hi ha entre les paraules, establint la distància real entre aquestes (això és fonamental per facilitar la lectura).
Es torna llavors a introduir la tira de paper a la màquina de fondre (un operador pot fer funcionar dues o més foses) per rebre el senyal que estableix els espais entre les paraules abans de compondre la línia. El fonedor ofereix una columna de caràcters darrere l'altra en metall completament massiu, que es corregeixen amb tota facilitat, ja que cada lletra i cada signe de puntuació estan separats; no obstant això, cal posar l'atenció que aquesta activitat necessita des de la invenció de la impremta, ja que si només una línia arribés a empastellar-se (quan els tipus compostos cauen o es desordenen), caldria reorganitzar-la lletra per lletra.
Això planteja greus problemes. Si una pàgina composta en linotípia cau a terra tot el que podria passar és que la línia es reorganitzi incorrectament, la qual cosa difícilment podria passar inadvertit als ulls del corrector de proves, Però si passés el mateix amb una pàgina composta en monotype, seria necessari recompondre-la del tot i rellegir-la. Cada correcció a mà d'una sola lletra composta en monotype conté el risc de nous errors.